# Josep Noguerol Mulet
Josep Noguerol Mulet (Palma, 1957) és un filòleg i escriptor mallorquí.
Es va llicenciar en Filologia Hispànica (1984) i Catalana (1985) per la Universitat de les Illes Balears. Ha col·laborat en diverses revistes com Voramar, L'Ombra Vessada, Lluc i El Mirall. Fou un dels organitzadors de les mostres de "Poesia Jove" de la UIB (1976-1982). Ha publicat articles d'investigació toponímica.

## Obra

### Poesia
- Estones d'ones (1982)
- Terra groga (1983)
- La Ciutat Tankada (2000)
- La caravana de la poesia (2002, Premi Bernat Vidal i Tomàs)
- El mussol i la musa (2007)

### Narrativa
- Camí del Kazakhstan i altres narracions (2002)
- La flama marina (2006)

### Recerca
- Aproximació a la toponímia i l'antroponímia de Calvià (2018)